# Metanoat de metil
El metanoat de metil, en anglès: Methyl formate o methyl methanoate, és un ester metil de l'àcid fòrmic. És l'exemple més simple d'un ester i és un líquid clar amb olor d'eter, alta pressió de vapor i baixa tensió superficial.

## Producció
Al laboratori es forma per la reacció de condensació demetanol i àcid fòrmic: 
HCOOH + CH₃OH → HCOOCH₃ + H₂O
Industrialment es forma per la combinació del metanol i monòxid de carboni (carbonilació) en presència d'una base forta com el metòxid de sodi:
CH₃OH + CO → HCOOCH₃

## Usos
El metaonat de metil es fa servir principalment per la fabricació de la formamida, dimetilformamida, i àcid fòrmic. Es fa servir per assecatges ràpids i també com insecticida i per fabricar certs productes farmacèutics Foam Supplies, Inc. amb la marca registrada Ecomate, usada per aïllar i substituir els CFC, HCFC, sense danyar la capa d'ozó.
Històricament s'ha usat en la refrigeració domèstica però ha estat substituït per altres refrigerants menys tòxics.